# سیارک ۱۶۰۹۴
سیارک ۱۶۰۹۴ (به انگلیسی: 16094 Scottmccord، نامگذاری:1999TQ222) شانزده هزار و نود و چهارمین سیارک کشف شده‌است که در ۲ اکتبر ۱۹۹۹ کشف شد.
قدر مطلق سیارک برابر ۱۰.۲ است.